# Klaus Kordon
Klaus Kordon (Berlijn, 21 september 1943 ) is een Duits jeugdboekenschrijver. Zijn boeken zijn in zestien talen vertaald. Hij ontving reeds vele prijzen voor zijn boeken. Zijn werk omvat zowel fictie als non-fictie.
Kort na zijn geboorte, verloor Klaus Kordon zijn vader in de Tweede Wereldoorlog. Na de oorlog woonde Kordon in Oost-Berlijn. Hij woonde vijf jaar in een kindertehuis na het overlijden van zijn oudere broer en zijn moeder. Na op de avondschool zijn gymnasiumdiploma te hebben behaald, ging hij economie studeren. Vervolgens werd hij exporteur en voor zijn werk kwam hij in Europa, Azië en Afrika. In 1972 probeerde hij uit Oost-Berlijn te vluchten maar hij werd opgepakt en kreeg drie jaar gevangenisstraf. Hij werd in 1973 vrijgekocht door het toenmalige West-Duitsland en vestigde zich daar met zijn vrouw en kinderen. Na de val van de Berlijnse Muur verhuisde hij weer naar Berlijn. Ook woont hij regelmatig in Sleeswijk-Holstein. 
In zijn boeken richt Kordon zich op de zwakkeren en arme mensen in de maatschappij. Zijn hoofdpersonen krijgen een beter leven door verbondenheid en steun van lotgenoten. Een aantal boeken gaan over belangrijke momenten in de Duitse geschiedenis. Zo schreef hij over de socialistische familie Gebhardt die ten tijde van de Novemberrevolutie in 1919 in Berlijn woonden. Ook schreef hij over de opkomst van de nazi's in 1933 en het einde van de Tweede Wereldoorlog.

## Boeken
Van Klaus Kordon zijn de volgende boeken (vertaald in het Nederlands) verschenen:
- 1980 Rechtsbuiten
- 1985 De droomreis : een bijna waar verhaal
- 1989 Moenli en de moeder van de wolven
- 1990 De kleine grijze mus en zijn vrienden
- 1990 Tin Lin de reuzenvis
- 1990 Op weg naar Bandoeng : 'Het verhaal van Tadaki'
- 1992 Met je rug tegen de muur
- 1993 Marius en de vuurgeest
- 1994 Dit is Harry!
- 1995 De eerste lente
- 1995 Een echte Indiaan
- 1995 Lutje Luchtballon
- 1996 Robinson, Woensdag en Juultje
- 1996 De rode matrozen
- 1997 Lutje Luchtballon en het zwarte monster uit het moeras
- 1998 Het verhaal van Jette en Frieder
- 1999 Lutje Luchtballon en de kersthond
- 2000 Frank of hoe je vrienden vindt
- 2003 Honderd jaar en een zomer
- 2006 Het leven van een Kok

## Prijzen
Klaus Kordon heeft de volgende prijzen gewonnen:
- 1990 Zilveren Griffel voor Moenli en de moeder van de wolven
- 1990 Glazen Globe voor Moenli en de moeder van de wolven
- 1993 Buxtehuder Bulle voor De eerste lente
- 1993 Zilveren Griffel voor Met je rug tegen de muur
- 1995 Deutscher Jugendliteraturpreis (informatief) voor Die Zeit ist kaputt (niet vertaald in het Nederlands)
- 1996 Zilveren Griffel voor De eerste lente
- 1999 Gouden Griffel voor De rode matrozen